# Márta Lujza norvég hercegnő
Márta Lujza norvég hercegnő (norvégul: Märtha Louise) (Oslo, 1971. szeptember 22.) V. Harald norvég király és Szonja norvég királyné legidősebb gyermeke.

## Élete

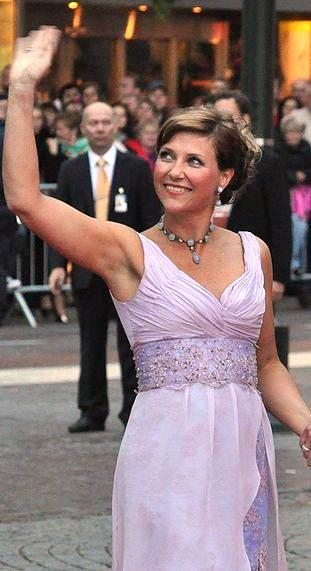
Márta Lujza hercegnő Stockholmban 2010. június 18-án Viktória svéd királyi hercegnő és Daniel Westling esküvőjén

Oslóban, 1971-ben született. Egy öccse van, Haakon norvég királyi herceg. A norvég királyi ház negyedik generációjához tartozik.
Régóta aktív kulturális területen, különösen a hagyományos norvég mesék szélesebb körű megismertetésében. Számos könyv és hangoskönyv szerzője, és gyermekeknek szóló tévéműsorok készítésében is részt vett.

### Házassága Ari Behnnel
2001. december 31-én eljegyezte Ari Behn írót, akivel 2002. május 24-én házasodtak össze Trondheimben, a Nidarosi katedrálisban. 
Három lányuk született: Maud Angelica, Leah Isadora és Emma Tallulah.
Családjával Oslo közelében, Bærumban élt.
2016-tól férjétől külön élt. Behn 2019 karácsonyán öngyilkos lett.

### Házassága Verrettel
2019 májusában a hercegnő bejelentette, hogy kapcsolatban áll egy amerikai állampolgárral, a Durek Verrett nevű sámánnal.
A hercegnő világszerte is kisebb megrökönyödést keltett, hogy 2024-ben feleségül ment a nála három évvel fiatalabb, afroamerikai, büntetett előéletű  Durek Verrett nevű, önmagát sámánnak definiáló alternatív gyógyászhoz, aki hírhedten hisz bizonyos összeesküvés-elméletekben is. 2024. augusztus 31-én, privát szertartás keretében házasodtak össze.
Az igencsak ellentmondásos személyiségű Verrettet ráadásul a norvég királyi család tagjai közé fogadta.